# Сингх, Мони
Мони Сингх (бенг. মনি সিংহ; 28 июня 1901, Дургапур — 31 декабря 1990, Дакка) — бенгальский коммунистический деятель. Основатель Коммунистической партии Восточного Пакистана. Сингх управлял партизанским крылом «Мукти-бахини» во время Освободительной войны Бангладеш в 1971 году и был советником Временного правительства Бангладеш.

## Биография
Родился 28 июня 1901 года в Сусанг-Дургапуре округа Мименсингх в Бенгалии.

Раздел Британской Индии 1947

Его отца звали Кали Кумар Сингх, а дедушка был заминдаром. Мать Мони Сингха была членом княжеской семьи Сусанг Дургапура.
Окончил среднюю школу в Калькутте. Он вступил в антибританскую подпольную организацию Анушилан Самити в 1914 году.
В 1925 году вступил в Коммунистическую партию Индии.

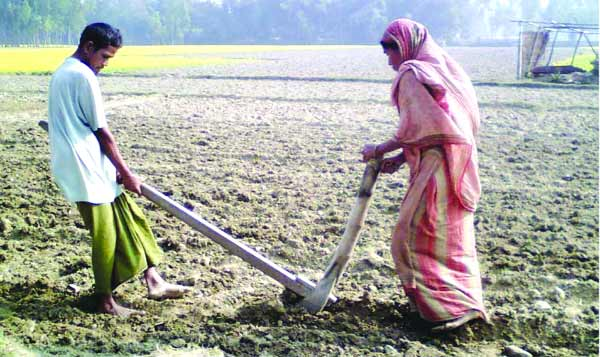
Крестьянский труд в Бангладеш

В 1928 году Сингх возглавил забастовку рабочих хлопчатобумажной фабрики Кеша Рам в Калькутте. С 1930 по ноябрь 1937 года находился в местах лишения свободы.
После освобождения вернулся в Сусанг-Дургапур (в округе Нетрокона), где возглавил крестьянские выступления против издольщины (Танка), при которой большую часть произведенного урожая им приходилось отдавать помещику.
В 1945 году Мони Сингх был организатором Всеиндийской Кисан Сабха (крестьянского движения) в районе Нетрокона. Он возглавил протесты членов племени хаджонг против системы Танка. Был выдан ордер на арест Сингха, а его имущество конфисковано.
До раздела Индии в августе 1947 года Сингх оставался признанным лидером трудящихся. 1930—1937, 1967—1969 и 1969—1971 годы он провёл в тюрьме.
Впервые он был избран руководителем Коммунистической партии Восточного Пакистана в 1951 году.
В период ухудшения отношений между СССР и Китаем, во время внутрипартийных дискуссий по этому вопросу Сингх выступил на стороне Советского Союза. В 1966 году в партии произошел раскол.
После массового восстания 1969 года в Бангладеш он был освобожден.
Сингх участвовал в войне за независимость Бангладеш от Пакистана и был членом консультативного совета правительства Муджибнагара.
В 1973 году он был избран председателем ЦК Коммунистической партии Бангладеш. В 1975 году он присоединился к правительству Бангладешской лиги Кришака Срамика Авами.
После гибели шейха Муджибура Рахмана в августе 1975 года и роспуска правительства Бангладешской лиги Кришака Срамика Авами он возродил Коммунистическую партию Бангладеш в 1976 году.
Сингх участвовал во всеобщих выборах Бангладеш в 1978 году в составе Демократического альянса. Он был избран руководителем Коммунистической партии Бангладеш в 1980 году и сохранял этот пост до конца жизни.
Автобиография Мони Сингха «Джибан Санграм» была опубликована на бенгальском языке в 1983 году. В 1988 году книга была переведена на английский язык под названием «Жизнь — это борьба» (1988).
Сингх умер 31 декабря 1990 года.
В 2004 году он был посмертно награждён премией Дня независимости.